# Phare de Hrólfssker
Le phare de Hrólfssker (en islandais : Hrólfsskersviti) est un phare situé dans la région de Norðurland vestra. Il se trouve sur une petite île à l'entrée de l'Eyjafjörður.